# Religioni in Tibet
La principale religione del Tibet è stato il Buddhismo, fin dal suo arrivo di questa dottrina nel paese durante il corso dell'VIII secolo. Prima di esso veniva praticato come culto principale lo sciamanesimo Bön, il quale ancor oggi comprende una consistente minoranza della popolazione della regione: esso ha influenzato poi la formazione dello stesso Buddhismo tibetano.
Secondo un censimento del 2000, si trovavano 4 moschee nella Regione Autonoma del Tibet con, approssimativamente, dai 4.000 ai 5.000 seguaci, così come anche una chiesa cattolica con 560 parrocchiani, che si trova all'interno della comunità tradizionalmente cattolica situata nella zona più orientale.

## Buddhismo
La fede fondata dal Buddha arrivò in Tibet dall'India tra il VII e l'VII secolo ed in forma graduale, anche se non senza difficoltà, ha iniziato presto a prevalere tra la popolazione; favorita anche dall'influenza del culto religioso indigeno Bon si formò via via la forma tibetana del Buddhismo.
Vi sono stati oltre 6.000 monasteri in Tibet, quasi tutti saccheggiati e distrutti dai comunisti cinesi, soprattutto durante gli anni della Rivoluzione culturale: la maggior parte di quelli più importanti sono stati almeno parzialmente ripristinati, ma molti rimangono ancora in rovina.

## Bön
Il sistema di credenze indigeno tibetano è costituito dalla religione animista e sciamanica conosciuta sotto la denominazione di Bon; essa ruota attorno al culto della Natura e precede l'introduzione del Buddhismo. Anche se inizialmente era la fede antitetica per antonomasia rispetto agli insegnamenti del Buddha, col tempo è giunta ad esser considerata come facente parte integrante delle tradizioni buddhiste del Tibet.

## Cristianesimo
Le lettere di Timoteo I, che fu uno dei patriarchi della Chiesa nestoriana tra il 780 e l'823, datate a partire dall'inizio del IX secolo, sono state la più antica testimonianza sulla presenza di missionari cristiani in Tibet; recenti ricerche storiche indicano la presenza di una qualche forma di Cristianesimo all'interno del paese già nel corso dei secoli VI e VII.
Non è sicuro se Odorico da Pordenone (Beato dell'Ordine dei Frati Minori) possa essere entrato in Tibet durante il suo viaggio in Oriente tra il 1318 e il 1323. António de Andrade, missionario portoghese, istituì una comunità cattolica nella regione del Ladakh, per l'esattezza nell'allora capitale Tsaparang dell'antico regno di Guge. Egli, nel 1630, aveva lasciato la comunità composta da 400 anime; questa già nell'anno successivo s'era estinta.
I lavori per la traduzione del testo sacro cristiano hanno prodotto nel 1948 una Bibbia in caratteri tibetani, anche se oggigiorno questo dialetto viene capito solo da pochissimi tibetani. Vengono oggi inoltre distribuite parti limitate delle Sacre Scritture e materiali evangelici, che vanno dai libri ai film dedicati alla vita di Gesù, assieme ad altri video e CD audio.

## Islamismo
Vi è una piccola comunità musulmana sparsa in Tibet, con la maggior parte dei fedeli che si trovano a Lhasa e Shigatse.

## Libertà di religione
Ad oggi non viene garantita la libertà di religione in Tibet, essendo questo parte integrante della Repubblica popolare cinese, paese il quale da sempre limita la pratica religiosa autonoma. Anche se in passato vi sono state segnalazioni di decessi di monaci e monache a causa dei maltrattamenti subiti in carcere, oggi sembrano non esservi più notizie note di decessi: vari leader buddhisti, da Gendun Choekyi Nyima a Tenzin Delek, sono rimasti a lungo in stato di detenzione.